# حادثة تحطم طائرة إف-16 في أريزونا 2015
في 24 يونيو 2015، سقطت طائرة إف-16 فايتنغ فالكون تابعة للقوة الجوية العراقية يقودها العميد الطيار راصد محمد صديق أثناء التدريب في منطقة قريبة من دوغلاس في ولاية أريزونا الأمريكية.